# Phanaeus scutifer
Phanaeus scutifer là một loài bọ cánh cứng trong họ Bọ hung (Scarabaeidae).